# Niemiecka parada zwycięstwa w Paryżu (1871)

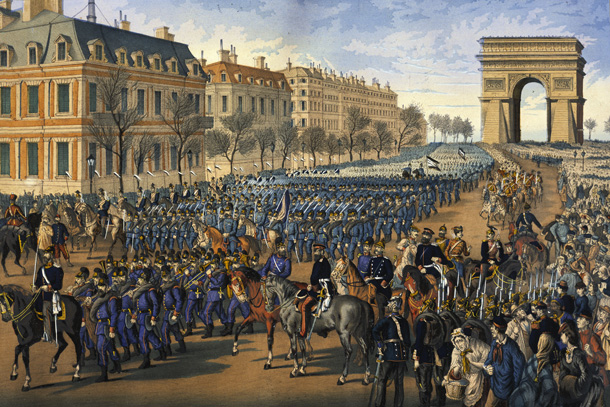
Pruscy żołnierze maszerują Polami Elizejskimi w Paryżu 1 marca 1871 roku

Niemiecka parada zwycięstwa w Paryżu – uroczysta parada wojsk niemieckich, która odbyła się 1 marca 1871 roku w Paryżu, w celu uczczenia zwycięstwa w wojnie francusko-pruskiej. Miasto było oblegane przez siły pruskie od września 1870 roku, a państwa niemieckie zostały zjednoczone w Cesarstwo Niemieckie 18 stycznia 1871 roku. Rozejm w Wersalu z 28 stycznia zakończył działania wojenne, ale miasto pozostało w rękach Francuzów. Wstępne warunki pokoju zostały uzgodnione w traktacie wersalskim z 26 lutego, który zezwolił Niemcom na okupację Paryża od 1 marca do czasu ratyfikacji traktatu.
Wojska niemieckie wkroczyły do miasta o 08:00 tego dnia, maszerując Polami Elizejskimi i zajmując Plac Zgody. O 15:00 dołączyły do nich pozostałe wojska, które paradowały Polami Elizejskimi, grając na bębnach i fujarkach. Zaplanowano dalsze parady, w tym wjazd nowo proklamowanego cesarza Niemiec Wilhelma I, ale szybka akcja francuskiego Zgromadzenia Narodowego ratyfikująca traktat wersalski uniemożliwiła to. Wojska niemieckie wycofały się z miasta dwa dni później.

## Geneza
Cesarz Francuzów Napoleon III poddał się wraz ze swoją armią 2 września 1870 roku po porażce w bitwie pod Sedanem. Jego rząd upadł, a III Republika Francuska została proklamowana wraz z Rządem Obrony Narodowej. Paryż, stolica Francji, został oblężony przez Prusy 19 września. Gdy armia francuska została oblężona w Metzu, rząd francuski próbował zebrać siły z ludności cywilnej, aby kontynuować wojnę i odciążyć Paryż. Okazało się to nieskuteczne, a rozejm w Wersalu, kończący działania wojenne, wszedł w życie 28 stycznia 1871 roku.
Rozejm został zawarty między Francją a zjednoczonym Cesarstwem Niemieckim, które zostało utworzone 18 stycznia. Część warunków rozejmu dawała francuskim żołnierzom przywilej oddania ostatniego strzału w oblężonym Paryżu i zabraniała niemieckim żołnierzom wkraczania do miasta. Podczas rozejmu niemieckie wojska pozostały na swoich pozycjach wokół Paryża, ale pozwoliły francuskim cywilom przekroczyć swoje linie i zezwoliły na dostarczanie paczek z pomocą do głodującego miasta.
Francuzi uzgodnili wstępne warunki pokoju w traktacie wersalskim 26 lutego. Określały one wysokie reparacje i ustępstwa terytorialne oraz prawo Cesarstwa Niemieckiego do stacjonowania wojsk we Francji do czasu wypłacenia reparacji. Na mocy postanowień traktatu Niemcom zezwolono na stacjonowanie 30 000 żołnierzy w Paryżu od 1 marca, a jeśli do 3 marca nie zostanie osiągnięte dalsze porozumienie, wznowienie działań wojennych. W Paryżu istniały obawy, że walki mogą zostać wznowione, gdy tylko armia niemiecka wkroczy do miasta. Od końca lutego Gwardia Narodowa, która w dużej mierze przestała wykonywać rozkazy rządu francuskiego, spontanicznie dozbrajała się w oczekiwaniu na dalszy konflikt. W tym okresie niektórym żołnierzom niemieckim zezwolono na wjazd do Paryża, pojedynczo i bez broni, aby odwiedzić takie miejsca kulturalne, jak Luwr i Les Invalides.

## Parada

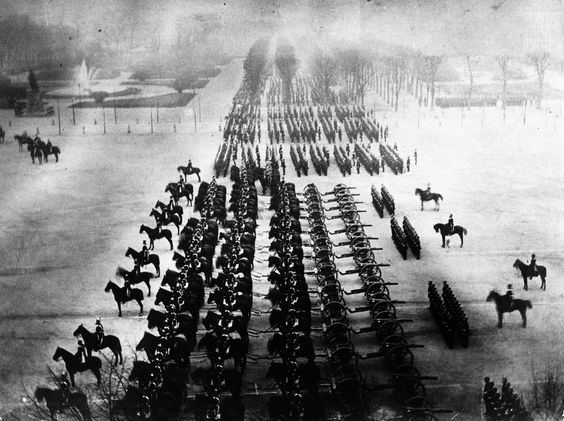
Pruska kawaleria i piechota w czasie parady

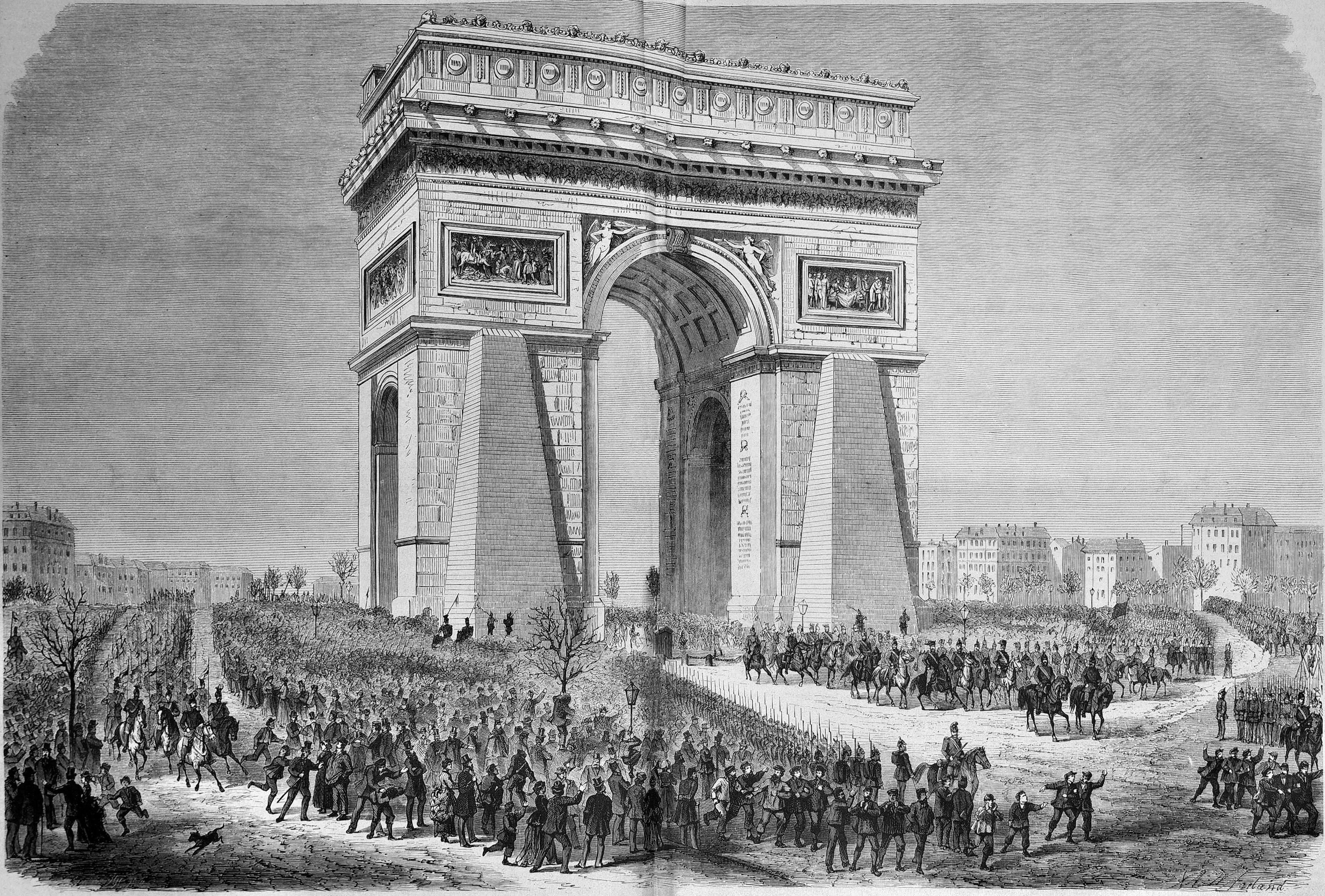
Wojska niemieckie pod Łukiem Triumfalnym podczas parady

Noc przed paradą mieszkańcy Paryża zakryli twarze każdego pomnika na Placu Zgody czarnymi zasłonami, a niektóre domy powiewały czarnymi flagami jako znak żałoby po kapitulacji miasta. O godzinie 08:00 pierwsze oddziały armii niemieckiej wkroczyły do miasta, maszerując Polami Elizejskimi. Towarzyszył im oddział oficerów sztabowych, który kilkakrotnie okrążył Plac Zgody, aby go zająć.
Pozostała część 30 000 żołnierzy paradowała przed Wilhelmem I, niedawno ogłoszonym cesarzem niemieckim, na hipodromie Longchamp poza miastem. Wojska te wkroczyły do Paryża około 10:30 i paradowały Polami Elizejskimi około godziny 15:00 przy dźwiękach fujarek i bębnów. Obywatele Paryża próbowali zablokować Łuk Triumfalny, ale czołowe oddziały niemieckiej kawalerii zdołały przez niego przejść. Niektóre źródła błędnie twierdzą, że przez Łuk Triumfalny nie odbył się przemarsz. W paradzie uczestniczyły oddziały armii pruskiej, bawarskiej i saskiej, a oglądał ją milczący i wściekły paryski tłum. Armia niemiecka maszerowała w szyku bojowym, a nie paradnym.
Gwardia Narodowa Paryża podejmowała wysiłki, aby utrzymać swoich członków pod kontrolą podczas parady, a między wojskami niemieckimi a Paryżanami na ogół nie dochodziło do przemocy. Francuski polityk i filozof Jules Simon odnotował w swojej pracy z 1879 roku, że niektóre oddziały gwardii rozmieściły pięć armat w Moulin de la Galette na oczach armii niemieckiej, ale nie doszło do konfrontacji oraz że niektórzy Paryżanie nieśli beczki prochu do Pałacu Elizejskiego i grozili jego wysadzeniem, a wojska niemieckie były ściśle nadzorowane przez swoich oficerów, dzięki czemu nie doszło do poważnych grabieży.
Simon odnotowuje również, że paryski gap, który syczał na Niemców na paradzie, został przerzucony przez ogrodzenie i wepchnięty do domu. Niemieckie wojska wkroczyły do domu, aby zatrzymać mężczyznę, w trakcie czego kilku francuskich cywilów zostało rannych, a pruski żołnierz stracił oko od rzuconego kamienia. Simon stwierdza, że podejrzany został stracony na miejscu. Paryski tłum pojmał kilku obywateli francuskich, którzy byli mieszkańcami Alzacji, podejrzewając ich o bycie obywatelami niemieckimi. Kilka kobiet, które rozmawiały z niemieckimi żołnierzami, również zostało pobitych. Szkocki korespondent wojenny Archibald Forbes został zaatakowany przez tłum za uprzejmość wobec pruskich żołnierzy i rozmowę z nimi po niemiecku. Został uratowany przez Gwardię Narodową i zwolniony po postawieniu przed sądem.
Niemieckimi siłami, które zajęły miasto dowodził generał Georg von Kameke. Żołnierzom towarzyszył cały ich bagaż oraz pełna obsada ambulansów, telegrafów, kantyn i wozów paszowych, które znajdowały się w Palais de l’Industrie, Rotonde des Panoramas i Cirque d’Hiver. Po paradzie żołnierze niemieccy zajęli część miasta i swobodnie wędrowali po zachodniej części Paryża.

## Następne dni
Tego samego dnia, w którym odbyła się parada, francuskie Zgromadzenie Narodowe zagłosowało za przyjęciem traktatu wersalskiego. Ta szybka akceptacja zaskoczyła Niemców, którzy spodziewali się, że pozostaną w okupowanym mieście przez znaczny okres czasu, podczas gdy Zgromadzenie będzie debatować. Niemcy zaplanowali dalsze parady, w tym triumfalny wjazd cesarza do miasta 3 marca. Wilhelmowi I miał towarzyszyć premier Prus Otto von Bismarck i szef sztabu generalnego Helmuth Karl Bernhard von Moltke. Wiadomość o ratyfikacji została dostarczona Niemcom telegraficznie o godzinie 19:00 1 marca, ale opóźnili wycofanie, nalegając, że rozpocznie się ono dopiero wtedy, gdy formalny dokument ratyfikacyjny zostanie przekazany w ręce Bismarcka.
Kolejne parady odwołano. Cesarz Wilhelm I pozostał w Wersalu z następcą tronu Fryderykiem. Bismarck wkroczył do miasta 2 marca, ale nie dotarł dalej niż do Avenue de la Grande-Armée. Wizyty niemieckich żołnierzy w Les Invalides odwołano ze względów bezpieczeństwa, a Francuzi próbowali przekonać Niemców, aby nie wchodzili do Luwru, twierdząc, że wszystkie obrazy zostały zabrane do magazynu. Niemcy naciskali na realizację swoich planów, a w muzeum postawiono ekrany, aby osłonić odwiedzających Niemców przed Paryżanami. Niemieckie wojska paradowały na jego dziedzińcu, a niektórzy oficerowie weszli do budynku, docierając do Galerie d’Apollon i balkonu króla Henryka III. Ich pojawienie się na balkonie wywołało okrzyki gniewu ze strony paryskiego tłumu, a w oficerów rzucono monetami o nominale dwóch soli. Podczas okupacji kawiarnie i sklepy w Paryżu zamknięto „z powodu żałoby narodowej”.
Jules Favre, minister spraw zagranicznych Francji, dostarczył dokument ratyfikacyjny do Paryża. Ewakuacja wojsk niemieckich rozpoczęła się wcześnie rano 3 marca i zakończyła się w południe. Po wycofaniu doszło do pewnych grabieży dokonanych przez obywateli Paryża, zanim Gwardia Narodowa przywróciła porządek. Niektórzy Paryżanie symbolicznie szorowali brukowane ulice miasta wzdłuż trasy parady, aby je „oczyścić” w miejscach, gdzie stąpały niemieckie buty.

## Następstwa
Część sił niemieckich powróciła do Berlina, gdzie odbyła się seria parad wojskowych przez miasto, nadzorowanych przez cesarza Wilhelma I. Pokój frankfurcki podpisany 10 maja 1871 roku formalnie zakończył wojnę. Warunki traktatu były surowe, Alzacja i Lotaryngia zostały przyłączone do Cesarstwa Niemieckiego, a armia niemiecka okupowała kilka francuskich departamentów do czasu wypłacenia reparacji w wysokości 5 miliardów franków. W Paryżu w tygodniach następujących po paradzie wzrosły nastroje rewolucyjne, a 18 marca proklamowano krótkotrwałą Komunę Paryską.